# Рум
Рум (нім. Rum) — ярмаркове містечко і громада округу Інсбрук-Ланд у землі Тіроль, Австрія.
Рум лежить на висоті  621 м над рівнем моря і займає площу 8,56 км². Громада налічує 8876 мешканців. 
Густота населення 1037/км².  
Громада Рум розташована на північний схід від Інсбрука і є однією з найбагатших громад Тіролю завдяки значній кількості комерційних підприємств на її території. 
|                              |
| Рум на мапі округу та землі. |

 Адреса управління громади: Rathausplatz 1, 6063 Rum (Tirol). 

## Демографія
Історична динаміка населення міста за даними сайту Statistik Austria

## Виноски
1. ↑  Dauersiedlungsraum der Gemeinden Politischen Bezirke und Bundesländer - Gebietsstand 1.1.2018 — Статистичне управління Австрії.
2. ↑   www.rum.gv.at
3. ↑  Gemeindedaten von Rum (Tirol)

| Австрія | Це незавершена стаття з географії Австрії. Ви можете допомогти проєкту, виправивши або дописавши її. |